# Erik Bjørkum
Erik Bjørkum (Sandefjord, 26 de fevereiro de 1965) é um velejador norueguês, medalhista olímpico. Ele competiu nos Jogos Olímpicos de Verão de 1988 na classe Flying Dutchman e conquistou a medalha de bronze, ao lado de Ole Petter Pollen.
Bjørkum e Pollen ganharam uma medalha de prata no Campeonato Europeu de 1988 e uma medalha de bronze no Campeonato Mundial Flying Dutchman de 1989.